# Liga Mundial de waterpolo masculino 2018
La Liga Mundial de waterpolo masculino de 2018 es una competición de selecciones nacionales que se disputa entre el 14 de noviembre de 2017 y el 23 de junio de 2018. Después de una ronda preliminar, ocho equipos se clasifican para disputar el torneo final, llamado Superfinal.
En la liga mundial, existen reglas específicas que no permiten que los partidos terminen en empate. Si los equipos terminar en empate al final del cuarto cuarto de cualquier partido de la liga mundial, el partido se decidirá por una tanda de penaltis. Los equipos ganan puntos en la clasificación en partidos de grupo de la siguiente manera:
- Partido ganado en el tiempo reglamentario - 3 puntos
- Partido ganado en la tanda de penaltis - 2 puntos
- Partidos perdido en la tanda de penaltis - 1 punto
- Partido perdiendo en el tiempo reglamentario - 0 puntos

## Europa

### Ronda preliminar
La ronda preliminar cuenta con tres grupos de cuatro equipos. La selección ganadora de cada grupo se clasifica a la Super Final. Hungría ya está clasificada por ser sede.

#### Grupo A
| Pos. | Equipo     | PJ | PG | PGP | PPP | PP | PF | PC | +/- | Puntos |
| ---- | ---------- | -- | -- | --- | --- | -- | -- | -- | --- | ------ |
| 1.   | Montenegro | 4  | 3  | 0   | 0   | 1  | 40 | 21 | +19 | 9      |
| 2.   | Serbia     | 4  | 3  | 0   | 0   | 1  | 41 | 25 | +16 | 9      |
| 3.   | Rumanía    | 4  | 0  | 0   | 0   | 4  | 16 | 51 | -35 | 0      |

| Fecha      | Partido    | Partido | Partido    | Resultado |
| ---------- | ---------- | ------- | ---------- | --------- |
| 14/11/2017 | Serbia     | -       | Rumanía    | 12-3      |
| 12/12/2017 | Serbia     | -       | Montenegro | 7-4       |
| 16/01/2018 | Montenegro | -       | Rumanía    | 13-2      |
| 12/02/2018 | Rumanía    | -       | Serbia     | 7-14      |
| 20/03/2018 | Montenegro | -       | Serbia     | 11-8      |
| 10/04/2018 | Rumanía    | -       | Montenegro | 4-12      |

#### Grupo B
| Pos. | Equipo   | PJ | PG | PGP | PPP | PP | PF | PC | +/- | Puntos |
| ---- | -------- | -- | -- | --- | --- | -- | -- | -- | --- | ------ |
| 1.   | Croacia  | 4  | 4  | 0   | 0   | 0  | 58 | 25 | +33 | 12     |
| 2.   | Rusia    | 4  | 1  | 1   | 0   | 2  | 37 | 51 | -14 | 5      |
| 3.   | Alemania | 4  | 0  | 0   | 1   | 3  | 32 | 51 | -19 | 1      |

| Fecha      | Partido  | Partido | Partido  | Resultado |
| ---------- | -------- | ------- | -------- | --------- |
| 14/11/2017 | Croacia  | -       | Rusia    | 14-4      |
| 12/12/2017 | Alemania | -       | Rusia    | 11-12     |
| 16/01/2018 | Alemania | -       | Croacia  | 4-13      |
| 13/02/2018 | Rusia    | -       | Croacia  | 9-17      |
| 20/03/2018 | Rusia    | -       | Alemania | 16-12     |
| 10/04/2018 | Croacia  | -       | Alemania | 14-8      |

#### Grupo C
| Pos. | Equipo       | PJ | PG | PGP | PPP | PP | PF | PC | +/- | Puntos |
| ---- | ------------ | -- | -- | --- | --- | -- | -- | -- | --- | ------ |
| 1.   | Hungría      | 4  | 3  | 0   | 1   | 0  | 45 | 25 | +20 | 10     |
| 2.   | España       | 4  | 2  | 1   | 0   | 1  | 39 | 28 | +11 | 8      |
| 3.   | Países Bajos | 4  | 0  | 0   | 0   | 4  | 16 | 47 | -31 | 0      |

| Fecha      | Partido      | Partido | Partido      | Resultado |
| ---------- | ------------ | ------- | ------------ | --------- |
| 14/11/2017 | España       | -       | Países Bajos | 9-5       |
| 12/12/2017 | Países Bajos | -       | Hungría      | 6-13      |
| 16/01/2018 | Hungría      | -       | España       | 9-8       |
| 13/02/2018 | Países Bajos | -       | España       | 4-12      |
| 20/03/2018 | Hungría      | -       | Países Bajos | 13-1      |
| 10/04/2018 | España       | -       | Hungría      | 15-13     |

## Copa Intercontinental
- La juegan 10 selecciones nacionales[2]

### Ronda preliminar
- La selección de Nueva Zelanda, participa en la competición, pero su posición final no se tiene en cuenta en la clasificación para la eliminatoria final.
- Sede: Auckland (Nueva Zelanda)

#### Grupo A
| Pos. | Equipo          | PJ | PG | PGP | PPP | PP | PF | PC | +/- | Puntos |
| ---- | --------------- | -- | -- | --- | --- | -- | -- | -- | --- | ------ |
| 1.   | Australia       | 3  | 3  | 0   | 0   | 0  | 52 | 21 | +31 | 9      |
| 2.   | Kazajistán      | 3  | 1  | 1   | 0   | 1  | 24 | 38 | -14 | 5      |
| 3.   | Canadá          | 3  | 1  | 0   | 0   | 2  | 27 | 28 | -1  | 3      |
| 4.   | Argentina       | 3  | 0  | 0   | 1   | 2  | 18 | 34 | -16 | 1      |
| 5.   | Nueva Zelanda*2 | 0  | 0  | 0   | 0   | 0  | 0  | 0  | 0   | 0      |

#### Grupo B
- Sede: Auckland (Nueva Zelanda)

| Pos. | Equipo         | PJ | PG | PGP | PPP | PP | GF | GC | +/- | Puntos |
| ---- | -------------- | -- | -- | --- | --- | -- | -- | -- | --- | ------ |
| 1.   | Estados Unidos | 4  | 4  | 0   | 0   | 0  | 62 | 18 | +44 | 12     |
| 2.   | Japón          | 4  | 3  | 0   | 0   | 1  | 62 | 31 | +31 | 9      |
| 3.   | Nueva Zelanda  | 4  | 2  | 0   | 0   | 2  | 38 | 52 | -14 | 6      |
| 4.   | China          | 4  | 1  | 0   | 0   | 3  | 26 | 45 | -19 | 3      |
| 5.   | Arabia Saudita | 4  | 0  | 0   | 0   | 4  | 22 | 64 | -42 | 0      |

| Fecha      | Partido        | Partido | Partido        | Resultado |
| ---------- | -------------- | ------- | -------------- | --------- |
| 03/04/2018 | China          | -       | Arabia Saudita | -         |
| 03/04/2018 | Nueva Zelanda  | -       | Estados Unidos | -         |
| 04/04/2018 | Estados Unidos | -       | Arabia Saudita | -         |
| 04/04/2018 | China          | -       | Japón          | -         |
| 05/04/2018 | Japón          | -       | Estados Unidos | -         |
| 05/04/2018 | Nueva Zelanda  | -       | Arabia Saudita | -         |
| 06/04/2018 | China          | -       | Estados Unidos | -         |
| 06/04/2018 | Nueva Zelanda  | -       | Japón          | -         |
| 07/04/2018 | China          | -       | Nueva Zelanda  | -         |
| 07/04/2018 | Japón          | -       | Arabia Saudita | -         |

## Fase final

### Equipos clasificados
| África | Américas       | Europa                            | Asia             | Oceanía   |
| ------ | -------------- | --------------------------------- | ---------------- | --------- |
|        | Estados Unidos | Croacia España Hungría Montenegro | Japón Kazajistán | Australia |

### Grupo A
| Pos. | Equipo     | PJ | PG | PGP | PPP | PP | PF | PC | +/- | Puntos |
| ---- | ---------- | -- | -- | --- | --- | -- | -- | -- | --- | ------ |
| 1.   | Montenegro | 3  | 3  | 0   | 0   | 0  | 36 | 25 | +11 | 9      |
| 2.   | Hungría    | 3  | 2  | 0   | 0   | 1  | 35 | 24 | +11 | 6      |
| 3.   | Australia  | 3  | 1  | 0   | 0   | 2  | 24 | 29 | -5  | 3      |
| 4.   | Japón      | 3  | 0  | 0   | 0   | 3  | 22 | 39 | -17 | 0      |

### Grupo B
| Pos. | Equipo         | PJ | PG | PGP | PPP | PP | PF | PC | +/- | Puntos |
| ---- | -------------- | -- | -- | --- | --- | -- | -- | -- | --- | ------ |
| 1.   | Estados Unidos | 3  | 0  | 0   | 0   | 0  | 30 | 20 | +10 | 9      |
| 2.   | España         | 3  | 1  | 1   | 0   | 1  | 26 | 20 | +6  | 5      |
| 3.   | Croacia        | 3  | 1  | 0   | 1   | 1  | 34 | 25 | -9  | 4      |
| 4.   | Kazajistán     | 3  | 0  | 0   | 0   | 3  | 12 | 37 | -25 | 0      |

### Eliminatorias
5.º-8.º puesto
| Fecha       | Partido   | Partido | Partido        |
| ----------- | --------- | ------- | -------------- |
| 22 de junio | Croacia   | 10-7    | Estados Unidos |
| 22 de junio | Australia | 15-11   | Kazajistán     |

7.º puesto
| Fecha       | Partido        | Partido | Partido    |
| ----------- | -------------- | ------- | ---------- |
| 23 de junio | Estados Unidos | 9-3     | Kazajistán |

5.º puesto
| Fecha       | Partido | Partido | Partido   |
| ----------- | ------- | ------- | --------- |
| 23 de junio | Croacia | 10-8    | Australia |

|  | Cuartos de final | Cuartos de final |            |         | Semifinales | Semifinales |       |              | Final        | Final |  |
|  |                  |                  |            |         |             |             |       |              |              |       |  |
|  |                  |                  |            |         |             |             |       |              |              |       |  |
|  | Hungría          | 6 (4)            |            |         |             |             |       |              |              |       |  |
|  | Hungría          | 6 (4)            |            |         |             |             |       |              |              |       |  |
|  | Croacia          | 6 (2)            |            |         |             |             |       |              |              |       |  |
|  | Croacia          | 6 (2)            |            | Hungría | 11          |             |       |              |              |       |  |
|  |                  |                  |            | Hungría | 11          |             |       |              |              |       |  |
|  |                  |                  | Japón      | 9       |             |             |       |              |              |       |  |
|  | Japón            | 11               | Japón      | 9       |             |             |       |              |              |       |  |
|  | Japón            | 11               |            |         |             |             |       |              |              |       |  |
|  | Estados Unidos   | 10               |            |         |             |             |       |              |              |       |  |
|  | Estados Unidos   | 10               |            |         |             |             |       | Hungría      | 9 (2)        |       |  |
|  |                  |                  |            |         |             |             |       | Hungría      | 9 (2)        |       |  |
|  |                  |                  | Montenegro | 9 (4)   |             |             |       |              |              |       |  |
|  | Australia        | 4                | Montenegro | 9 (4)   |             |             |       |              |              |       |  |
|  | Australia        | 4                |            |         |             |             |       |              |              |       |  |
|  | España           | 9                |            |         |             |             |       |              |              |       |  |
|  | España           | 9                |            | España  | 8           |             |       | Tercer lugar | Tercer lugar |       |  |
|  |                  |                  |            | España  | 8           |             |       | Tercer lugar | Tercer lugar |       |  |
|  |                  |                  | Montenegro | 10      |             |             |       |              |              |       |  |
|  | Montenegro       | 14               | Montenegro | 10      |             |             | Japón | 7            |              |       |  |
|  | Montenegro       | 14               |            |         |             |             | Japón | 7            |              |       |  |
|  | Kazajistán       | 6                |            |         |             |             |       |              | España       | 12    |  |
|  | Kazajistán       | 6                |            |         |             |             |       |              | España       | 12    |  |
|  |                  |                  |            |         |             |             |       |              |              |       |  |